# Nicklas Carlsson
Nicklas Carlsson (Født 13. november 1979) er en tidligere svensk fodboldspiller, der spillede i forsvaret. Han nåede i karrieren at optræde for IF Brommapojkarna, AIK, IFK Göteborg og IF Brommapojkarna i hjemmelandet samt for danske AGF.
Han startede sin karriere i den lokale Klub Brommapojkarna inden han i en alder af 5 år flyttede til Delsbro med sin familie. Et par år senere kom han tilbage til barndomsklubben, hvor han gik fra ungdomsrækkerne og hele vejen op til seniorholdet.
I 2003 rejste han til danske første division side AGF Århus. Han blev en regelmæssig der indtil vinteren 2004/2005, da han fortalte sin rådgiver at han ønskede at forlade klubben. Hans erklærede ønske var for at kunne spille for sin fars gamle hold. Og i marts 2005 underskrev han en tre-årig kontrakt med AIK
Han blev hurtigt en regelmæssig spiller for den nedrykkede klub i det centrale forsvar.hvor han også blev topscore
I løbet af 2007-sæsonen meddelte AIK at de ikke vil give Nicklas en ny kontrakt, som udløb efter sæsonen Og den 31. oktober underskrev han en treårig aftale med IFK Göteborg, hvor han spillede til 2010-sæsonenn hvor han ikke fik sin kontrakt fornyet. og han skiftede derefter til Brommapojkarna